# Cyril Toumanoff
Cyril Toumanoff, nascido Kirill Lvovitch Tumanov (em russo:  Кирилл Львович Туманов; São Petersburgo, 12 de outubro de 1913 - Roma, 4 de fevereiro de 1997), foi um historiador naturalizado estado-unidense especialista em história e genealogia da Geórgia e Armênia, se dedicando também a história bizantina e sua relação com o Cáucaso. 
Suas obras influenciaram significativamente o conhecimento ocidental sobre o Cáucaso Medieval, sendo considerado para a historiografia ocidental a principal (se não a única) fonte de informações sobre a genealogia dos nobres georgianos e armênios.

## Família
Kirill nasceu em São Petersburgo, filho de um oficial militar do Exército Russo. Seu pai possuía ascendência da família principesca armênio-georgiana dos Tumanishvili (em georgiano: თუმანიშვილი), cujos ancestrais migraram de sua terra natal na Cilícia Armênia no século XV. Esta família está na lista dos príncipes georgianos que foram anexados ao Tratado de Georgievsk realizado entre o Rei Heráclio II da Geórgia e a Imperatriz Catarina II da Rússia em 1783. Em 6 de dezembro de 1850 os Tumanishvili foram oficialmente inscritos na lista imperial russa das famílias principescas georgianas como knyaz Tumanov. A mãe de Toumanoff, Elizabeth Zhdanova, era descendente de uma série de famílias nobres russas, com laços genealógicos com a nobreza européia ocidental.

## Carreira
Os pais de Toumanoff fugiram da Revolução de Outubro em São Petersburgo em 1917. Seu pai se juntou ao Exército Branco durante a Guerra Civil Russa. Cyril Toumanoff foi inicialmente protegido pelos seus avós maternos em Astracã. Em 1928, o pai de Toumanoff pode se exilar nos Estados Unidos, trazendo seu filho consigo. Cyril frequentou a Lennox School onde se graduou e ingressou na Universidade de Harvard em 1931. Seus educadores John Coddington e Robert P. Blake o ajudaram a garantir o financiamento para viajar a Bruxelas para estudar Armenologia com Nicholas Adontz e então a Berlim, onde estudou Georgiano com Michael Tsereteli. Durante estes anos, Toumanoff se converteu ao Catolicismo Romano, que causou uma reuptura de relações entre ele e seu pai, terminando somente quando os dois se reconciliaram no leito de morte do último, em 1943.
Toumanoff obteve um doutorado pela Universidade de Georgetown  em 1943 e logo aceitou lá uma posição que ocupou até sua aposentadoria como professor emérito de história em 1970. Posteriormente se mudou para Roma. Uma autoridade reconhecida em questões nobiliárquicas e dinásticas, Tournanoff foi também um Cavaleiro Professo da Ordem Soberana Militar de Malta, Alto Consultor Histórico, Grande Magistério, e Grão Prior da Boêmia.
Cyril Toumanoff morreu em 1997 em Roma com 83 anos. Ele foi interrado na capela dos Guerreiros de Matal em Campo di Verano, Roma.

## Publicações
- (em inglês) On the Relationship between the Founder of the Empire of Trebizond and the Georgian Queen Thamar, Speculum, 15 (1940).
- (em inglês) Medieval Georgian Historical Literature (VIIth-XVth Centuries), Traditio 1 (1943).
- (em inglês) The old Manuscript of the Georgian Annals: The Queen Anne Codex (QA) 1479-1495 Traditio 5 (1947)
- (em inglês) The Early Bagratids. remarks in connexion vith some recent publications, Le Museon 62 (1949).
- (em inglês) The Fifteenth-Century Bagratids and the institution of Collegial Sovereignty in Georgia, Traditio 7 (1949-1951)
- (em inglês) Christian Caucasia between Byzantium and Iran. New light from Old Sources, Traditio 10 (1954).
- (em francês) La noblesse géorgienne sa genèse et sa structure, Rivista Araldica, Sett (1956).
- (em inglês) Chronology of the Kings of Abasgia and other problems, Le Museon,69 (1956)
- (em inglês) Caucasia and Byzantine studies, Traditio 12 (1956)
- (em inglês) The Bagratids of Iberia from the Eight to the Eleven Century, Le Museon 74 (1961)
- (em inglês) The dates of the Pseudo-Moses of Chorence, Handes Amsorya,75 (1961)
- (em inglês) Studies in Christian Caucasian History, Georgetown University Press, (1963).
- (em inglês) The Cambridge Medieval History IV cap XIV "Armenia and Georgia", nouv.éd 1966.
- (em inglês) Chronology of the Early Kings of Iberia, article dans Traditio 25 (1969)
- (em inglês) The Mamikonids and the Liparitids, Armeniaca Venise (1969).
- (em inglês) The Third-Century Armenian Arsacids: A chronological and Genealogical Commentary, revue des études arméniennes no 6 (1969) pages 233 à 281.
- (em inglês) Caucasia and Byzantium, Traditio,27 (1971)
- (em francês) L’Ordre de Malte dans l’Empire de Russie : Grand-Prieuré Catholique de Russie, Rivista Araldica, Maggio-Giugno (1973)
- (em francês) Manuel de généalogie et de chronologie pour l’histoire de la Caucasie chrétienne (Arménie, Géorgie, Albanie), Éd. Aquila, Rome, (1976).
- (em francês) Aransahikides ou Haykides ? Derniers rois de Siounie, Handes Amsorya (1976)
- (em francês) Les Maisons Princières Géorgiennes de l’Empire de Russie, Rome, (1983).
- (em inglês) The Albanian Royal Succession, Le Museon 97 (1984).
- (em inglês) The Social Myth: Introduction to Byzantinism, Viella libreria editrice, Rome (1984).
- (em inglês) Heraclids and the Arsacids, revue des  études arméniennes no 19 (1985).
- (em inglês) Problems of Aransahikid Genealogy, Le Museon 98 (1985).
- (em francês) Les dynasties de la Caucasie chrétienne de l’Antiquité jusqu’au xixe siècle ; Tables généalogiques et chronologiques, Rome, 1990.